# フーベルトゥス作戦
フーベルトゥス作戦（独：Unternehmen Hubertus）は、第二次世界大戦中スターリングラードの戦いにおいて包囲された第6軍によって立案、実施された作戦である。特別編成された『突撃工兵(Sturmpioniere)』部隊による攻撃が中心となり、1942年11月1日から18日までソ連赤軍第62軍に対する最後の抵抗として実施されたが作戦は失敗に終わった。

## 突撃工兵の結成
突撃工兵は主に1941年から1945年にかけて、東部戦線において編成された。当初は赤軍のバンカー等に対する攻撃のみに限定されていたが、後に榴弾砲や近接戦闘用の火器を装備し次第に専門化していった。
第85山岳工兵大隊のヨゼフ・トラウスニッツ中尉は、爆薬や地雷源のある地下壕をスターリングラードにおいて最初に制圧した突撃工兵の一人であり、突撃工兵戦術の専門家として貢献する。
突撃工兵には様々な任務が与えられ、敵の防御陣地に対する突撃、橋頭堡の構築、反撃時の特攻隊の形成、対戦車戦闘などに渡り、武装は通常、短機関銃、火炎放射器、爆発物などで構成されていた。また、一部の突撃工兵部隊は懲罰部隊としての扱いで編成されていた。

## 作戦の経過

### 1942年11月1日
1942年の晩秋、第6軍はスターリングラードに展開した赤軍の陣地奪還に失敗しヒトラーは、スターリングラードに配備されていた突撃工兵部隊を、都市の建物に対する突入のための特殊部隊として再編し「特攻戦術（Stoßtrupptaktik）」の下、特攻隊として配備するように命じた。

„ヴォルガのある場所、ある町に行こうと思ったのは、そこに重要な拠点があったからだ。...無論、それらを奪うのは当然であるし...何故ならそこにあるからだ! しかし、残されているのはごくわずかな拠点のみだ。今、多くの者がこう問う。なぜもっと早く戦わなかったのか？何故なら、我々はヴェルダンの二の舞はごめんだからだ。故に、今度は極小規模な突撃部隊でこれを行う。時間は最早、関係ない。何故ならヴォルガにはもう船は見えず、それが結論だからだ！“

1942年11月1日、製鉄所「赤い10月」工場における第79歩兵師団の最後の大規模な攻撃はボルガ川東岸の赤軍の強力な砲撃によって撃退され、近辺に展開していた部隊の戦闘力は著しく弱体化し司令部は部隊を新たに配備しないよう決定した。11月1日から2日の夜、赤軍第95狙撃師団は工業団地の防衛を強化し、第6軍が急峻な堤防に足場を築くのを防ぐためにボルガ川西岸に移送された。
新たに編成された突撃工兵大隊の攻撃目標は、まず第一に「バリケード」兵器工廠とママエフの丘の東にある化学工場「ラズール」の鉄道網、通称「テニスラケット」があった。攻撃はラズール工場の攻略を主な目標として計画された。既に要塞化されていたこの工場は、赤軍第284狙撃連隊によって防衛されていたがその他の主な目標は、「赤い10月」工場とコミッサールハウス(要塞に改造された巨大なU字型の建物)と、「バリケード」兵器工廠の東側にあった製薬工場であった。
第50、162装甲工兵大隊、第295、336工兵大隊はドン・ヴォロネスの付近のミラーノヴォとロソシュで合流し、1942年11月6日に輸送機でスターリングラードに移送された。これら5個大隊の全ては東部戦線での戦闘経験をもち、陸軍総指令部（OKH）の見解では、充分に活躍が期待できるものとみていた。

### 1942年11月6日
11月6日、ヒトラーは第6軍に砲兵工廠と「赤い10月」工場製鉄所東側に展開する赤軍の抵抗をまず打破し、攻撃目標である化学工場「ラズール」に敵が再配置される前にボルガ川北岸全体の敵を一掃するように命じた。攻撃の中核は第305歩兵師団が担い、師団の歩兵連隊は突撃工兵大隊を先頭に突入し、狭い区間は砲兵支援により攻略する計画であった。

### 1942年11月8日

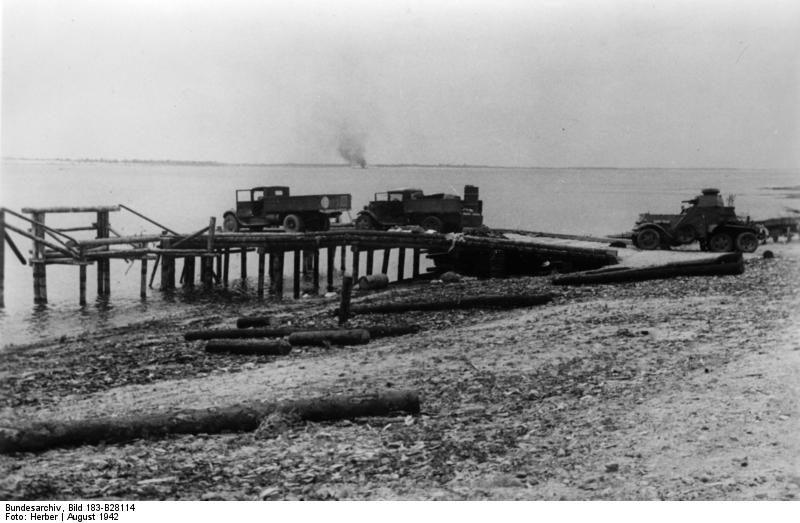
ボルガ川における埠頭

11月8日、第336工兵大隊は18人の犠牲者を出し、オイゲン・レッテンマイヤー少佐率いる第4中隊(400人編成でこの時点で生存者37人)は、600人の兵士を補充し、ボルガ川周辺の堤防の塹壕や通路からの赤軍の掃討を目指した。
レッテンマイヤーによるスターリングラードの戦いにおける特殊戦術の指導は経験の豊富な工兵からは拒否されており、かつてボロネジで短期的に行われた特殊作戦の一環とみなしていた為、このような状況判断の誤りが作戦失敗の一因となった。
レッテンマイヤーは、砲兵工廠及びボルガ川近辺の建物を配備区域として与えられ、第51軍団は11月8日に油槽を含む砲兵工廠東側のボルガ川堤防とレンガ工場の南西角を奪取することになっていた。第305歩兵師団と第389歩兵師団の展開している南側は夜明けに奇襲攻撃を実施することになり、前線に強力な予備兵力が配備され突撃工兵部隊は戦闘力を維持し、制圧された建物の地下室を掃討するのに十分な戦力を保持していた。
シュヴェリン部隊(第79歩兵師団から編成)を含む第71、295歩兵師団及び第100猟兵師団は戦線維持のための陽動を行い、準備の整った特攻隊を突入させていた。また、シュヴェリン部隊は攻撃の開始後、側面から抵抗する敵歩兵や砲兵の撃退命令を受けた。赤軍は精鋭部隊を配置していたが大規模な戦車部隊は配備されていなかった。しかし、塹壕やトンネル等の地下通路を構築していたため前線からの交信による支援砲撃を行うことができ、撤退も容易になっていた。

### 1942年11月9日
1942年11月9日、気温が-18℃と急激に低下し、ボルガ川以西に展開する赤軍の防衛陣地に対する最後の攻撃の第一段階が開始された。
早朝には集中砲火の準備が整い、同時に突撃工兵部隊の第一特攻隊が攻撃目標に向かって突入した。歩兵師団は第二波攻撃として前進したが、個々の区間の中間部を確保する十分な戦力がなかった。
第295工兵大隊は予定通りボルガ川西岸の燃料施設に到達し、第50装甲工兵大隊は2つの工場棟を制圧したが、要塞化されていた製薬工場で赤軍に撃退されていた。第336工兵大隊はいくつかの住宅棟を奪い、ボルガ川と平行する道路の分岐点まで進出したが第305歩兵師団が消耗して周辺を確保できなかったため、制圧された地点を放棄せざるを得なくなった。第162、389工兵大隊は、廃墟での敵の抵抗を破ることができず『白ビル（Weißen Haus）』の前で停滞した。
攻撃初日では20％の損失が記録されており、兵器工廠では赤軍の狙撃手が瓦礫や廃墟、塹壕の中に陣取り、将校を優先的に狙い指揮系統を妨害していたため、致命的な状況となっていた。赤軍第62軍の予備軍は、ヴォルガ川から下水道を通じてドイツ軍の中心部に突入し混乱を与えた。下水道通路がある地域をドイツ軍は工場の瓦礫などで封鎖し、地下水路にガソリンを流し込んで火をつける等の対処を行っていた。
工兵部隊は当初の計画よりもはるかに遅れた進撃を遂げ、頻繁に赤軍による襲撃に会った為、常に警戒を必要としていた。歩兵支援がなければ突撃工兵はしばしば自軍の部隊から切り離され、早々に退却せざるを得なかった。
赤軍への反撃を繰り返したことで第6軍の戦力は消耗し、制圧した建物を放棄する状況が立て続いた。1942年11月9日の報告では「9月から10月までの長きに渡る攻防戦の結果、歩兵部隊の戦闘力があまりにも弱く突撃工兵部隊の為の地形を維持することができなかったため、攻撃は失敗した」と結論し、突撃砲は歩兵の急速な前進に随行できず、側面からの敵の攻撃の防御としてしか機能しなかった。ボルガ川から300～400mの距離にある製薬工場群や崖の上に位置するアパート群も占拠できず、赤軍部隊は要塞と化していたコミッサールハウスのビルに集結していた。

### 1942年11月10日

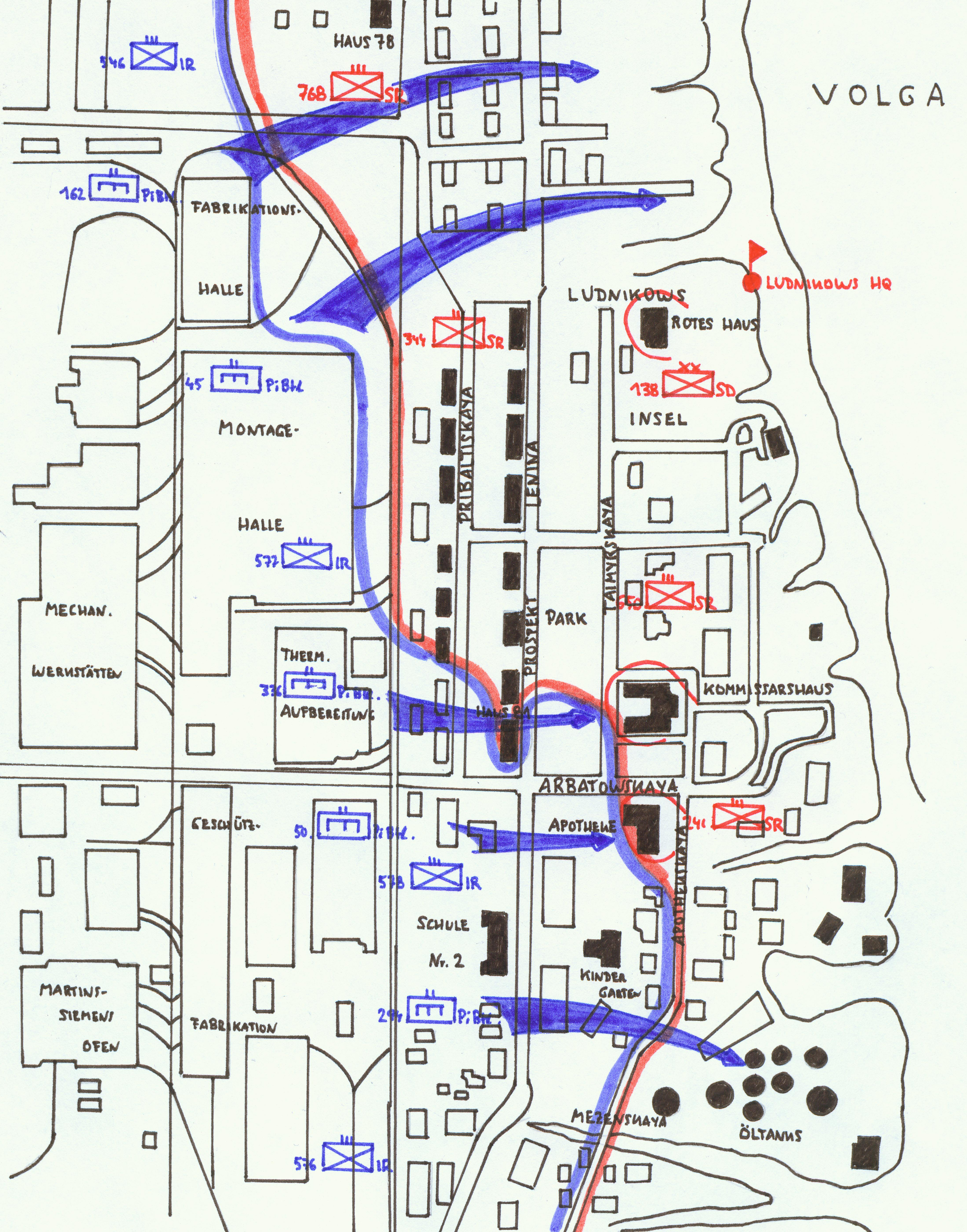
1942年11月10日「コミッサールハウス」周辺

1942年11月10日、第578歩兵連隊及び第50、305工兵大隊はこの要塞化された陣地を再び攻撃することになる。支援部隊は機動可能な全ての砲兵部隊を結集し、攻撃準備に備えた。主な攻撃目標は製薬工場とそこから離れたコミッサールハウスのビルであったが、この周辺の建物は月面のようなクレーターができる程に完全に破壊されており、敵に気付かれないように接近することは不可能であった。窓や扉は瓦礫などで作られたバリケードで塞がれ侵入が困難であり、建物の外壁には自動小銃を持った赤軍が防衛していた。また、第576歩兵師団は燃料貯蔵所に対して、第578歩兵師団は78号ビルに対して攻撃を行うことになっていた。
「赤い10月」工場の製鉄所で、第79歩兵師団は早朝から赤軍第180親衛狙撃連隊(第37親衛狙撃師団)と激しい接近戦を展開し、第244突撃砲大隊は苦戦している第79歩兵師団の支援に向かった。第79歩兵師団は第24装甲師団の為の通路を確保したため、赤軍による強力な砲撃の標的となり、多くの被害を受けることになる。ドイツ軍の攻撃部隊は化学工場「ラズール」を脅かしていたので、赤軍第62軍の反撃はこの地帯に集中していた。
この日、リンデン少佐は第51軍団のヴァルター・フォン・ザイトリッツ＝クルツバッハ砲兵大将に作戦の迅速な成功を収めるために第305歩兵師団と突撃工兵大隊に対し増援を要請したが、司令部は第6軍の北側と南側の側面に集結している赤軍の大規模な部隊を確認していたため増援は拒否された。

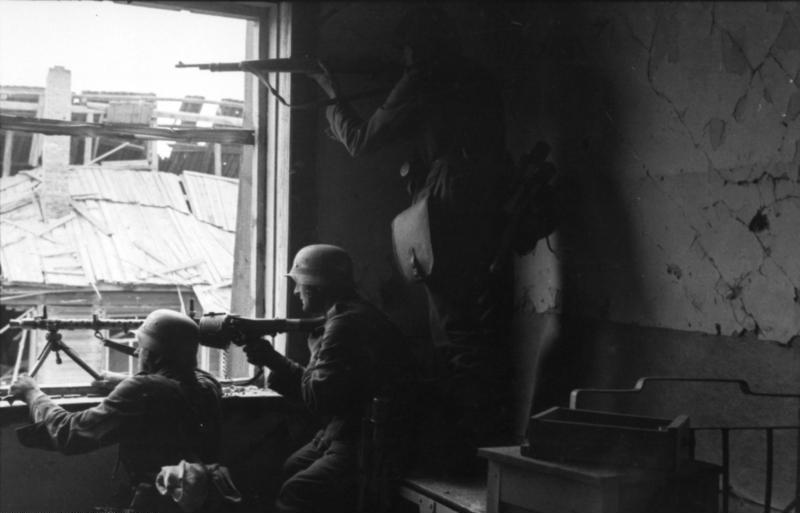
ドイツ軍の機関銃班

同日、大規模な攻撃が行われ、赤軍は防御陣地を強化していた。第295工兵大隊は第305歩兵師団の右翼に残り、南からの攻撃を撃退した。第389歩兵師団から第162工兵大隊を突撃工兵として抽出し、第305歩兵師団への支援が行われた。爆薬の敷設後、苦戦していたコミッサールハウスのビルへの侵入が成功し上階と廊下を一掃した後、赤軍の兵士は地下に撤退した。工兵部隊は床を破って地下にガソリンを撒き爆薬を投げ込んで暴発させ、屋外では歩兵師団が建物に残って抵抗している敵に手榴弾を投擲し、建物から出てくる敵にも攻撃を浴びせ建物は制圧された。

### 1942年11月11日

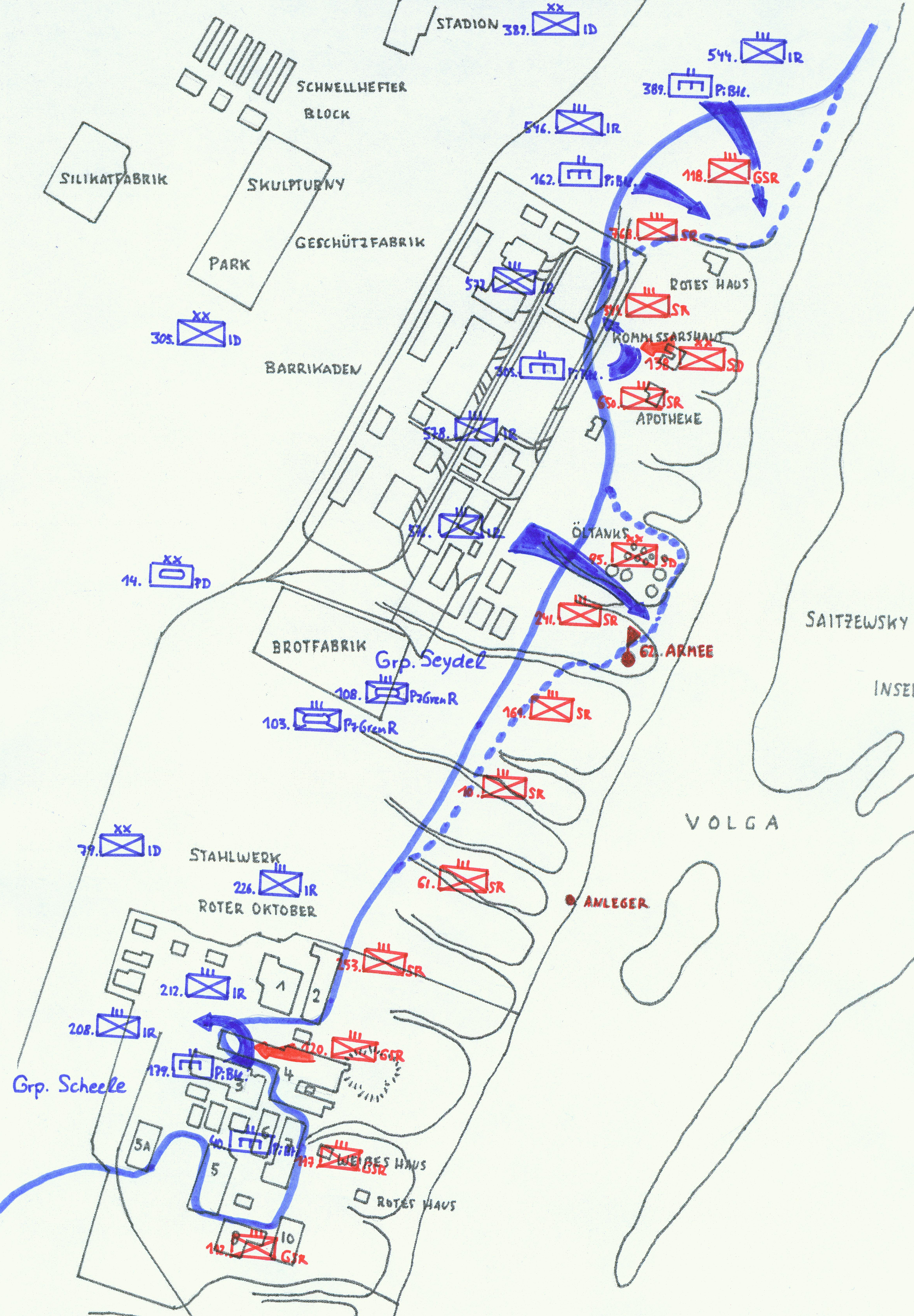
1942年11月11日～12日における状況

1942年11月11日午前6時50分、赤軍は北のヴォルチョフストロイエフスカヤ海峡と南のバニーニ渓谷の間のわずか5kmの戦線に集中して砲撃を続け、スターリングラードで戦っていた第79歩兵師団を含む6個師団を撤退させた。
第100猟兵師団、第295、305、389歩兵師団、第14装甲師団が前進し、至近距離での激しい戦闘は5時間しか続かず、火炎放射器が戦局を決定することが多かった。
南部地域で第179工兵大隊は、「赤い10月」工場製鉄所付近で難攻不落の「マルチノフスキー工場(Мартеновски заводской цех)」での激しい戦闘に参加した。1942年10月以降、工場の敷地全体はすでにドイツ軍によって制圧されていたが、要塞に改造されていたマルチノフスキー工場だけは第369歩兵連隊による激しい集中的な攻撃にもかかわらず制圧に失敗した。製鉄所の北側にある「マルチノフスキー工場第4会館」は、40～50m下の地下に物資や食糧があり赤軍の後方地帯を保護しており、スターリングラード及びボルガ川周辺における赤軍の防衛の礎石となっていた。第79歩兵師団と第100猟兵師団による製鉄所の制圧は会館の占領なしには成功できず、北からボルガの橋頭堡への攻撃は不可能であった。工場群を制圧しようとした第6軍のこれまでの試みはすべて失敗に終わり、航空攻撃や砲撃も効果がなかった。第226歩兵連隊による第4会館への攻撃は、赤軍第120狙撃連隊と第253狙撃連隊第2大隊の約400人の赤軍によって数回に渡って撃退された。作戦失敗の要因は、北部での消耗戦による戦力の大幅な低下、連続した戦闘による消耗、各部隊間の連帯の不足に加え制圧した区間を保持できなかったことなどが挙げられる。一方で赤軍は常にボルガ川のほとりから各工場の下にある地下通路やトンネルを経由し、戦場に直接補給物資を持ち込むことができた。第179工兵大隊のヘルムート・ウェルツ大尉は、1942年11月10日にマルチノフスキー工場を撃破する命令を受けたが、部隊が既に多くの損失を被っていたとの意見からこの命令に抵抗している。

### 1942年11月12日
第100猟兵師団は敵の地下壕を19個撃破し、第71、295歩兵師団は「テニスラケット」で一部の労働者宿舎を奪った。48時間以内に大規模な攻撃は孤立した防衛戦に発展し、小規模なドイツ軍の歩兵部隊はボルガ川のほとりに到達したが、赤軍の進軍によって部隊阻止された。「赤い10月」工場では244人の赤軍兵士が5時間以内に戦死し、100人だけが生き残った。その日の内に440人の工兵部隊が戦死、第389工兵大隊では190人が戦死、189人が行方不明となった。
チュイコフは1942年11月12日に次のように命じている。
なお、ドイツ軍側にも赤軍による反攻の噂が浮上していたが、その可能性は過小評価されていた。

### 1942年11月13日

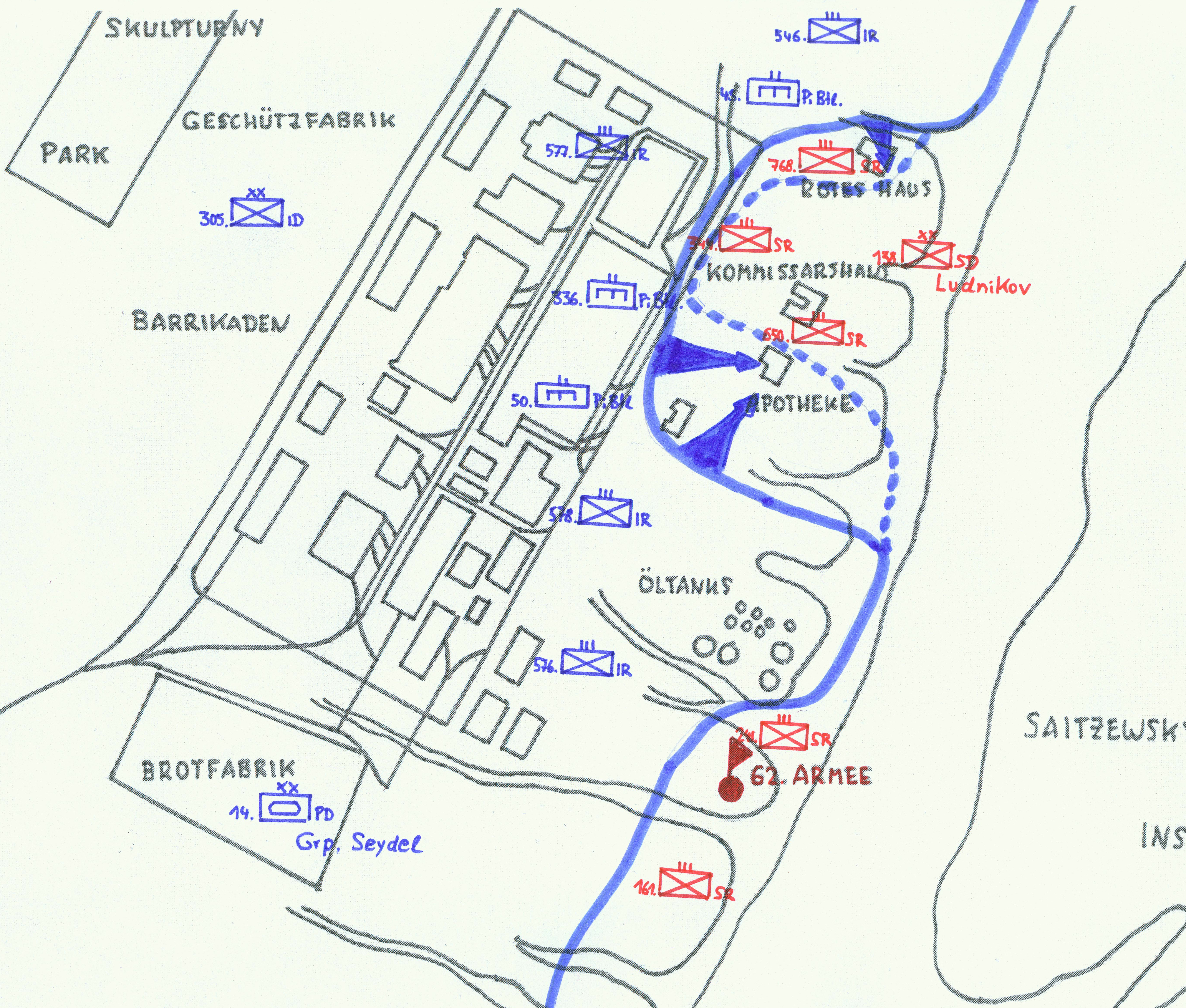
1942年11月13日～15日における状況

11月13日、第162工兵大隊を強化することで第6軍は製薬工場と「赤い家」を占拠する。11時間に及ぶ戦闘の末、ドイツ軍の部隊は封じられた赤軍の陣地に深く侵入し、短機関銃を装備した約70人の突撃工兵が第138狙撃師団司令部に到達した。階段や各階で手榴弾による戦闘が展開され大損害を与えたが、最終的に撃破された。この戦闘では約1000人の死者を数えたと言われている。第162工兵大隊は、ボルガ川上流の橋頭堡への攻撃で約40%の損害を被った。この攻撃で赤軍2個狙撃連隊の間に楔を打ち込み、燃料タンクの制圧に成功する。赤軍の狙撃大隊は15人にまで減っていたが、それでもボルガ川の幅70mの陣地を保持するとに成功している。
第162工兵大隊は11月13日、第578歩兵連隊の支援に配備された。目的は、ルドニコフ地区の「バリケード」砲兵工廠の背後にある包囲された赤軍の部隊を鎮圧することであり、最終的には堤防の要塞化された陣地の制圧を目的としていた。工兵部隊は爆発物の設置に成功したが再び赤軍により撤去された。攻撃はボルガ川東岸からの赤軍の正確な砲火によって挫折し、戦車部隊が砲撃を受けボルガ川の中洲に展開していた中隊は壊滅した。歩兵部隊は砂防を採掘し、初期位置まで後退することになる。
11月13日、第6軍はコミッサールハウスのすぐ近くにあった81番館ビルの占拠に成功した。侵入は地下から行われ高層階では激しい接近戦の末、徐々に制圧されていった。突撃砲部隊は、またもや突撃工兵部隊の急速な攻撃に追従できず、その任務は主に後方からの射撃防御に終始し、移動が困難な地点ではごく限られた範囲でしか使用されなかった。

### 1942年11月14日
突撃工兵部隊による最後の攻撃は1942年11月14日に「バリケード」砲兵工廠地域で行われたが大きな成功には至らなかった。第295工兵大隊は燃料庫を、第50工兵大隊は東側、第162工兵大隊は北側の赤軍に対して攻撃を行っていた。

### 1942年11月16日～18日

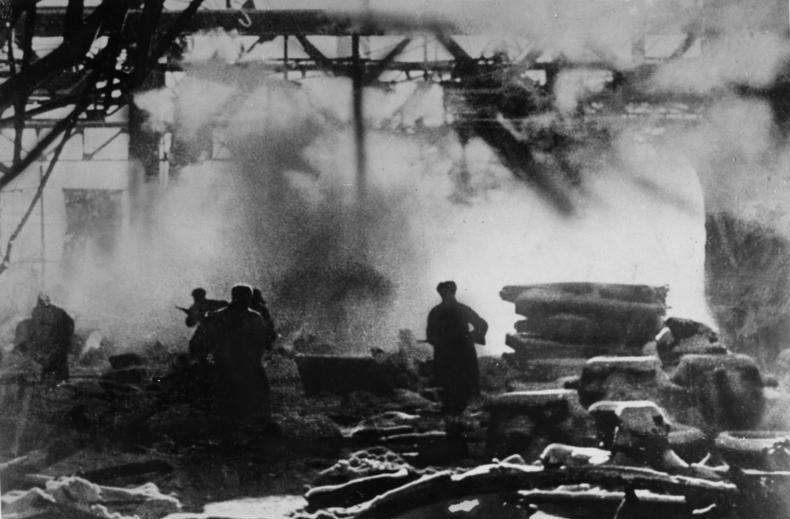
赤軍による反攻

レッテンマイヤー少佐の報告によると、1942年11月16日と17日時点でまだ孤立した状況で小規模な戦闘が行われており、建物は2棟しか占拠されていなかったという。11月18日、83号館が赤軍第578歩兵連隊に制圧され、本作戦が完全に失敗したにもかかわらず、ヒトラーは攻撃は継続されると思い込んでおり最小限の目標に固執していた。

## 作戦の結果
作戦の結果、コミッサールハウスの建物と製薬工場は占領できたが、工場の複合施設群は一部のみがドイツ側の手に落ちた。「赤い10月」工場での第305歩兵師団と第179工兵大隊の攻撃は断ち切られ「マルチノフスキー」工場第4会館は赤軍の手に渡り、約3000人の兵士が参加し、約1000人が戦闘で死亡した。
リンデン少佐は、1943年、既に消耗していた突撃工兵部隊を予定されていた春の攻勢の為に帰還させ予備役に就かせるよう要求したが、クルツバッハ大将に拒否された。ヘルベルト・セル大佐は壊滅した5個工兵大隊をクルーガー少佐の指揮下の1個大隊に統合させ、第305歩兵師団の戦闘区域に配置させた。
スターリングラードにおける突撃工兵大隊の配備は、その人的・物的損失にもかかわらずヴォルガ西岸に残っていた赤軍第62軍の橋頭堡を奪うための国防軍の最後の試みと見られている。第6軍によるこの最後の作戦は、極寒の冬が本格的に始まる前にスターリングラードでの戦闘に決着をつけることを目的としたものであった。因みに、1942年11月8日のレーヴェンブロイケラーでの演説で、ヒトラーはすでにこのように行われるものと考えていた。
フーベルトゥス作戦は戦略的に大失敗に終わり、展開していた北部の労働団地周辺の戦闘部隊を決定的に弱体化させた。また、この時点で赤軍による第6軍包囲の攻勢である天王星作戦が差し迫っていたので、もはや作戦の成功は第6軍にとって戦局に大きな変化を与えることはなかった。

## 備考

### 突撃工兵として動員された工兵部隊
| 部隊                                          | 所属                                     | 編成地                     | 兵力                        | 現地への到着日時 |
| --------------------------------------------- | ---------------------------------------- | -------------------------- | --------------------------- | ---------------- |
| 第45工兵大隊 (Pionier-Bataillon 45)           | 第6軍直轄 (6. Armee)                     | ウルム                     | 士官9名 下士官30名 兵246名  | 1942年11月4日    |
| 第50装甲工兵大隊 (Panzerpionier-Bataillon 50) | 第22装甲師団 (22. Panzer-Division)       | ハンブルク                 | 士官10名 下士官44名 兵405名 | 1942年11月6日    |
| 第162工兵大隊 (Pionier-Bataillon 162)         | 第62歩兵師団 (62. Infanterie-Division)   | ブレスラウ                 | 士官7名 下士官31名 兵281名  | 1942年11月6日    |
| 第179工兵大隊 (Pionier-Bataillon 179)         | 第79歩兵師団 (79. Infanterie-Division)   | イダー＝オーバーシュタイン | 不明                        | 1942年10月17日   |
| 第294工兵大隊 (Pionier-Bataillon 294)         | 第294歩兵師団 (294. Infanterie-Division) | ヴァイセンフェルス         | 士官4名 下士官29名 兵275名  | 1942年11月6日    |
| 第305工兵大隊 (Pionier-Bataillon 305)         | 第305歩兵師団 (305. Infanterie-Division) | ラーベンスブルク           | 不明                        | 不明             |
| 第336工兵大隊 (Pionier-Bataillon 336)         | 第336歩兵師団 (336. Infanterie-Division) | ビーレフェルト             | 士官8名 下士官38名 兵336名  | 1942年11月6日    |
| 第389工兵大隊 (Pionier-Bataillon 389)         | 第389歩兵師団 (389. Infanterie-Division) | プラハ                     | 不明                        | 不明             |

### 編成と展開
(1942年11月3日)
| 部隊                 | 予備 | 担当地域                                         | 目標                                                                           |
| -------------------- | --- | ------------------------------------------------ | ------------------------------------------------------------------------------ |
| 第295歩兵師団        | - | 「テニスラケット」周回線路、ママエフの丘         | バニーニ渓谷とラズール化学工場の制圧                                           |
| 第100猟兵師団        | 第54猟兵連隊 第295・336工兵大隊                                                                               | バニーニ渓谷、ママエフ北方                       | 「赤い10月」工場南西の制圧                                                     |
| シュヴェリーン戦闘団 | 第208・212歩兵連隊79歩兵師団 サイドル戦闘団(第14装甲師団)及びシェーレ戦闘団(第24装甲師団)の第208・212歩兵連隊 | 「赤い10月」工場西側                             | ボルガ川付近の工場及び敵陣地の制圧                                             |
| 第14装甲師団         | - | 「バリケード」兵器工廠と「赤い10月」工場間の地点 | 赤軍第62軍の拠点の占領                                                         |
| 第305歩兵師団        | 第576・577・578歩兵連隊及び3個工兵大隊                                                                        | 「バリケード」兵器工廠東部の埠頭占拠             | 「バリケード」工廠東側及びボルガ川北部にある赤軍第62軍の拠点に繋がる埠頭の占拠 |

(1942年11月7日)
| 部隊                 | 予備 | 担当地域                         | 目標                                                                 |
| -------------------- | --- | -------------------------------- | -------------------------------------------------------------------- |
| シュヴェリーン戦闘団 | 第208・212歩兵連隊(79歩兵師団) 2個工兵大隊、1個戦車戦隊 突撃砲撃大隊 重・軽ロケット砲大隊                | 「赤い10月」工場西側             | 「マルチノフスキー」工場の制圧                                       |
| 第305歩兵師団        | 第576・577・578歩兵連隊及び3個工兵大隊 1個突撃砲大隊 1個戦車戦隊(第24装甲師団) 1個突撃中隊(第44歩兵師団) | 「バリケード」兵器工廠東部       | 兵器工廠東側及びボルガ川北部にある赤軍第62軍の拠点に繋がる埠頭の占拠 |
| 第389歩兵師団        | 第544・546歩兵連隊及び3個工兵大隊 1個突撃砲大隊 第24装甲師団の待機部隊                                   | 兵器工廠北東のボルガ川周辺の占拠 |                                                                      |

## スターリングラード攻防戦を題材とした諸作品
- 書籍 ノンフィクション
  - コロミーエツ,マキシム（研究書）：『ドン河の戦い：スターリングラードへの血路はいかにして開かれたか』、大日本絵画、2004年
  - Beevor, Antony (Non-fictions) ：『スターリングラード：運命の攻囲戦 1942-1943』、2002年
  - アントニー・ビーヴァー：『スターリングラード 運命の攻囲戦 1942-43』、堀たほ子訳、朝日文庫、2005年 ISBN 4-02-261477-3
  - アントニー・ビーヴァー：『赤軍記者グロースマン 独ソ戦取材ノート1941-45』、川上洸訳、白水社、2007年
  - バム、ペーター：『目に見えぬ旗：ある従軍外科医の記録』、桜井 正寅訳、南江堂、1961年
  - アダム、ヴィルヘルム（第6軍副官の回顧録）：Der schwere Entschluß, Verlag der Nation, Berlin, 1965
  - ジュークス、ジェフリー (Pictorials) ：『スタリングラード：ヒトラー 野望に崩る』、サンケイ新聞出版局、1971年
- 書籍 フィクション
  - Plievier, Theodor （記録小説）：『死のスターリングラード』、角川書店、1952年
  - Robbins, David L.（スターリングラード 市街戦のソ連軍狙撃兵を題材の小説）：『鼠たちの戦争（全2巻）』、新潮社、2001年
  - コンサリク、ハインツ・G（小説）：『第6軍の心臓：1942-1943年スターリングラード地下野戦病院』、フジ出版社、1984年
  - 高橋慶史：『ラスト・オブ・カンプフグルッペ』、2001年第I部第5章、第II部第1章
- 映画
  - ゲツァ・フォン・ラドヴァニ監督（西ドイツ映画）：『スターリングラードからの医者』、1958年
  - フランク・ヴィスパー監督（西ドイツ映画）：『壮烈第六軍!最後の戦線』、1959年
  - ニキータ・クリーヒン+レオニード・メナケル監督（ソ連映画）：『鬼戦車T-34』、1964年
  - ヴィットリオ・デ・シーカ監督（イタリア映画）：『ひまわり』、1970年
  - ガブリール・エギアザーロフ監督（ソ連映画）：『白銀の戦場 スターリングラード大攻防戦』、1972年
  - セルゲイ・ボンダルチュク監督（ソ連映画）：『祖国のために』、1975年
  - ヨゼフ・フィルステンマイヤー監督（独米合作映画）：『スターリングラード』、1993年
  - ジャン＝ジャック・アノー監督（アメリカ映画、Robbins作の小説を原作とする）：『スターリングラード』、2001年
  - フョードル・ボンダルチューク監督（ロシア映画）：『スターリングラード 史上最大の市街戦』、2013年
  - セルゲイ・ポポフ監督（ロシア映画）：『スターリングラード大進撃 ヒトラーの蒼き野望』、2015年
- ラジオドラマ
  - 押井守：『押井守シアター ケルベロス鋼鉄の猟犬』、2006年 - 2007年
- ゲーム：
  - 『Call of Duty』（ゲーム）
  - 『メダル・オブ・オナー ヨーロッパ強襲』（ゲーム）
  - ゲームジャーナルNo.19 『スターリングラード強襲』（ボードゲーム）
  - ゲームジャーナルNo.47 『激闘！スターリングラード電撃戦』（ボードゲーム）
- 音楽：
  - アクセプト：アルバム『スターリングラード』（2012年）に収録された表題曲